# Foncea
Foncea est une commune de la communauté autonome de La Rioja, en Espagne.

## Démographie
| 1900 | 1910 | 1920 | 1930 | 1940 | 1950 | 1960 | 1970 | 1981 |
| ---- | ---- | ---- | ---- | ---- | ---- | ---- | ---- | ---- |
| 552  | 436  | 424  | 343  | 329  | 332  | 306  | 218  | 148  |

| 1991 | 2001 | 2010 | - | - | - | - | - | - |
| ---- | ---- | ---- | - | - | - | - | - | - |
| 157  | 119  | 109  | - | - | - | - | - | - |

## Administration

### Conseil municipal
La ville de Foncea comptait 93 habitants aux élections municipales du 26 mai 2019. Son conseil municipal (en espagnol : Pleno del Ayuntamiento) se compose donc de 3 élus.
| Parti | Parti                                    | Voix |         | Élus  |
| ----- | ---------------------------------------- | ---- | ------- | ----- |
|       | Parti populaire (PP)                     | 45   | 60 %    | 3 / 3 |
|       | Perdemos Cobertura                       | 23   | 30,67 % | 0 / 3 |
|       | Parti socialiste ouvrier espagnol (PSOE) | 5    | 6,67 %  | 0 / 3 |
|       | Partido Riojano (PR+)                    | 2    | 2,67 %  | 0 / 3 |

### Liste des maires
| Mandat    | Maire | Maire                                   | Parti        |
| --------- | ----- | --------------------------------------- | ------------ |
| 1979-1983 |       | Saturio Gutierrez de Rozas Comunión     | UCD          |
| 1983-1987 |       | ?                                       | Indépendants |
| 1987-1991 |       | ?                                       | AP           |
| 1991-1995 |       | Mª Monserrat Sáenz de Navarrete Salazar | PSOE         |
| 1995-1999 |       | José Luis Cantera Bastida               | PR           |
| 1999-2003 |       | Jesús Pablo Agriano Carro               | PR           |
| 2003-2007 |       | José Luis Cantera Bastida               | PR           |
| 2007-2011 |       | Pedro Luis Orive Arnáiz                 | PP           |
| 2011-2015 |       | Pedro Luis Orive Arnáiz                 | PP           |
| 2015-2019 |       | Pedro Luis Orive Arnáiz                 | PP           |
| 2019-2023 |       | Pedro Luis Orive Arnáiz                 | PP           |